# لاتباين وتباين مرافق وتباين معاكس
لاتباين وتباين مرافق وتباين معاكس (Invariance، Covariance، and Contravariance) ثلاثة مفاهيم مترابطة تظهر سوية في العديد من الحقول بدأ من الإحصاء والاحتمال إلى فروع الفيزياء وغيرها. لذلك يشكل تكوين فكرة واضحة حول هذه المصطلحات أهمية للعديد من هذه العلوم.

## مقدمة
لنفترض وجود حوض مائي مملوء بالماء ولنعرف جملة إحداثيات متعامدة (x،y،z)، نستطيع بواسطتها تحديد موقع كل نقطة من نقاط الحوض المائي :
نستطيع الآن أن نحدد درجة الحرارة في كل نقطة من الوسط المائي عن طريق دالة رياضية : (T(x,y,z. تقوم هذه الدالة بربط عدد حقيقي يمثل درجة الحرارة بالنقطة المحددة بالإحداثيات (x,y,z).
لنفترض الآن أننا قررنا استخدام جملة إحداثيات قطبية (r,phi,theta) بدلا من جملة إحداثيات المكان الديكارتية (x,y,z) : في الحقيقة تمثل هذه الإحداثيات القطبية دوالا لها علاقة بالاحداثيات الديكارتية أو الإحداثيات الخطية الثلاثية. أي أن هناك علاقات تمكن من استنتاج الاحداثيات القطبية من الاحداثيات الديكارتية (أو بمعنى آخر تحويل أحد الإحداثيات إلى الآخر، وذلك لتسهيل حل مسألة معينة). ونمثل هذه العلاقات أو الدوال كما يلي :
(r(x,y,z و(phi(x,y,z و(theta(x,y,z.
من الواضخ أن درجة الحرارة هي قيمة لامتباينة  invariant، أي أنها غير متغيرة بتغير جملة الإحداثيات التي ينسب لها الوسط المائي. فاذا كانت النقطة (x,y,z) تمثل في نظام الإحداثيات القطبية (r,phi,theta) فإن :
(T (x,y,z) = T (r,phi,theta
و هذا أمر منطقي حيث ان r و phi و theta هي دوال ل x و y و z.
لنفترض أننا قمنا بتحديد تدرج درجة الحرارة عند كل نقطة وهو ما سنرمز له : (G(x,y,z وهو عبارة عن متجه (رياضيات) موجود في كل نقطة (x,y,z) ويتحدد بثلاث مركبات متجهه :
G_1(x,y,z) = dT/dx
G_2(x,y,z) = dT/dy
G_3(x,y,z) = dT/dz
أي انها مشتقات جزئية لتابع الحرارة.
لنفترض أننا نريد القيام بتحويل التدرج إلى الاحداثيات القطبية. إذا كان التدرج لامتباينا (لامتغيرا) بالنسبة للتغيرات الإحداثية فمن المتوقع ان تكون مركباته غير متباينة أيضا في أي نقطة. أي أننا نتوقع ببساطة وجود علاقة :
(G_i(r,theta,phi) = G_i(x,y,z
حيث : i = 1 ،2 ،3
و عندما يتم التحويل باستخدام قواعد التحويل : (r(x,y,z و(phi(x,y,z و(theta(x,y,z.
لكن هذا لا يتعدى كونه توقع لا يمثل الواقع : لأن مركبات تدرج الحرارة بالنسبة للإحداثيات القطبية :
G_1(r,theta,phi) = dT /d r
G_2(r,theta,phi) = dT /d theta
G_3(r,theta,phi) = dT /d phi
فهي إذا تمثل مشتقات تابع الحرارة بالنسبة للإحداثيات القطبية، وليس بانسبة للإحداثيات الديكارتية.
لذلك نقول أن مكونات متجه التدرج الحراري في أي نقطة تعتمد على نظام الإحداثيات المعتمد. لكن لحسن الحظ توجد علاقة تربط مكونات التدرج الحراري بالنسبة للإحداثيات القطبية بمكونات التدرج الحراري بالنسبة للإحداثيات الخطية الثلاثية. بعد أخذ مشتقات التوابع التي تربط نوعي الإحداثيات بعين الاعتبار :
dx dy dz
(G_1(r,theta,phi) = -- G_1(x,y,z) + -- G_2(x,y,z) + -- G_3(x,y,z
dr dr dr
{\displaystyle \ G_{1}(r,\theta ,\phi )({\frac {\partial x}{\partial r}}).}

## اقرأ أيضاً
- إحداثيات
- إحداثيات خطية ثلاثية
- إحداثيات قطبية